# Hippolyte Fizeau
Pour les articles homonymes, voir Hippolyte.
Armand Hippolyte Louis Fizeau, dit Hippolyte Fizeau, né le 23 septembre 1819 à Paris et mort le 18 septembre 1896 au château de Venteuil, près de La Ferté-sous-Jouarre, est un physicien, astronome français qui travailla notamment sur la lumière.

## Famille et formation
Hippolyte Fizeau est le fils ainé de Louis Aimé Fizeau, né en 1776, médecin, professeur de pathologie interne à la faculté de médecine de Paris à partir de 1823, ami de Laennec. Il possède une maison de villégiature à Suresnes, au sommet de laquelle Hippolyte réalise l'une de ses expériences sur la vitesse de la lumière. Le jeune savant invite également ses amis dans cette maison, notamment Honoré de Balzac, dont la sœur Laure habite Suresnes,.
Son grand-père était notaire du May-sur-Evre en Anjou et son arrière grand-père chirurgien. Fizeau épousa en 1853 Thérèse Valentine de Jussieu, fille d'Adrien de Jussieu.
Il étudie au collège Stanislas (Paris) et commence des études de médecine que de douloureuses migraines le poussent à arrêter. Il se tourne alors vers la physique, qu'il étudie au Collège de France auprès de Henri Victor Regnault, qui lui enseigne l'optique. Il profite également de l'enseignement de François Arago à l'Observatoire de Paris, qui voit en lui un avenir scientifique prometteur et attire l'attention de l'Académie des sciences sur son travail.

## Travaux
Au début des années 1840, il s'intéresse à la reproduction photomécanique d'images et réussit à réaliser des planches gravées à partir de daguerréotypes ; son procédé fait l'objet d'un brevet le 7 décembre 1841.
En 1845, il réalise une première photographie nette du Soleil.
En 1848, il découvre le décalage de fréquence d'une onde lorsque la source et le récepteur sont en mouvement l'un par rapport à l'autre (effet Doppler-Fizeau). C'est ainsi qu'il prédit le décalage vers le rouge des ondes lumineuses.
Il réalise alors trois expériences mémorables afin de mettre en pratique ses découvertes. Ces expériences souvent confondues sous le nom d'« expérience de Fizeau ». Sans autre précision, on sous-entend celle de 1849 :

### Mesure de la vitesse de la lumièrepar une roue dentée (1849)

Méthode de mesure de la vitesse de la lumière par une roue dentée.

En 1849, il met au point une méthode de mesure de la vitesse de la lumière, utilisant une roue dentée tournant à vitesse constante vers laquelle les rayons lumineux passant entre les dents sont réfléchis. La distance utilisée entre le miroir et la roue est proche de 8 000 m entre le sommet de la maison paternelle des coteaux du mont Valérien à Suresnes et Montmartre. Si la roue s'est décalée d'une demi-dent au retour du rayon, elle occulte la lumière, ce qui permet de connaître la vitesse de la lumière connaissant la distance et la vitesse de rotation de la roue. Cela lui donne une valeur pour la vitesse de la lumière proche de 315 300 km/s.
En 1850, en collaboration avec Foucault, il travaille sur les interférences.

### Mesure de la vitesse de la lumière par un miroir tournant (1850)

Méthode du miroir tournant.

C'est aussi en 1850 qu'ils déterminent la vitesse de la lumière, au moyen d'un miroir tournant fabriqué par Louis Breguet. Le faisceau émis par la source ⊗ est réfléchi par un miroir tournant à grande vitesse, qui l'envoie sur un télescope fixe à distance S, ce qui donne une brève impulsion au moment où le miroir tournant est orienté dans la bonne direction. Cette impulsion réfléchie va trouver le miroir tournant décalé d'un angle α/2, et va donc se réfléchir à un angle α de la source. La mesure de la distance X ~ α P fournit la vitesse de la lumière connaissant la vitesse de rotation du miroir, et les diverses distances.
En 1850, il mesure la vitesse de l'électricité avec Eugène Gounelle.[réf. nécessaire]

### Mesure de l’entraînement de la lumière par l'eau en mouvement (1851)

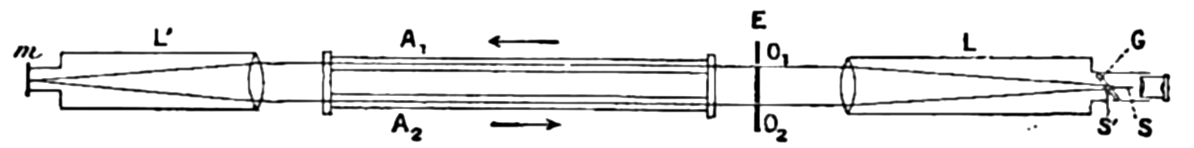
Schéma de l’expérience de 1851 : de l'eau circule en sens inverse dans les tuyaux parcourus par les rayons en interférence. La différence de vitesse de la lumière dans les deux sens de parcours de l’eau est mise en évidence par un déplacement des franges.

En 1851, il démontre à l'aide d'un interféromètre où les deux rayons soumis à interférence sont conduits dans des tuyaux où circule de l'eau en sens inverse que le mouvement de l’eau modifie la vitesse de la lumière en son sein : les franges d'interférence entre les deux rayons sont décalées quand on fait mouvoir l’eau.
En 1853, il a l'idée d'ajouter un condensateur aux bobines utilisées pour générer des tensions électriques très élevées.

## Distinctions
Il est élu membre de l'Académie des sciences en 1860 et du Bureau des longitudes en 1878.
Il est lauréat de la médaille Rumford en 1866.
Il est fait membre étranger de la Royal Society en 1875.

## Hommages

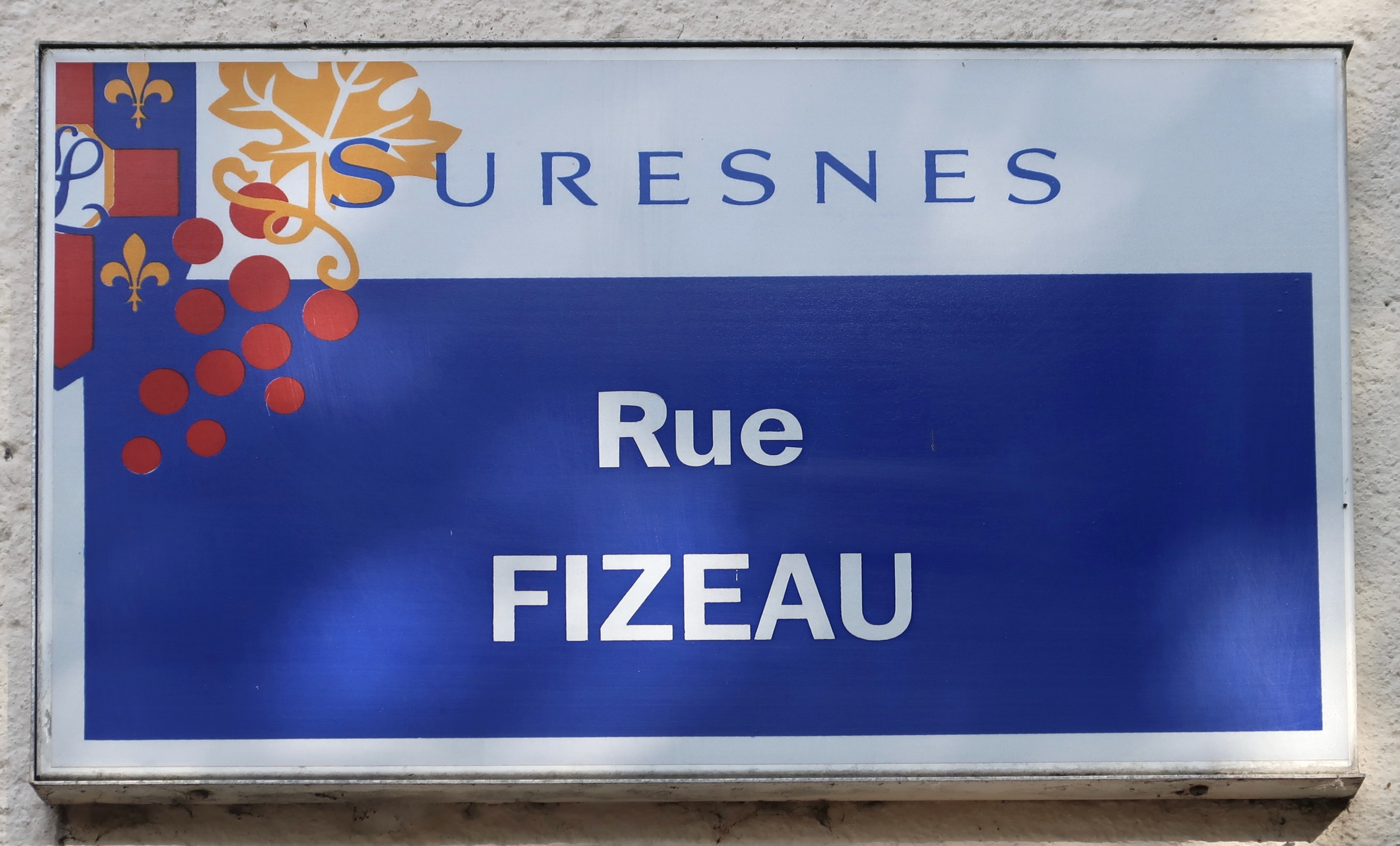
Plaque de la rue Fizeau à Suresnes.

Il est l'un des 72 scientifiques, mathématiciens et ingénieurs dont les noms sont inscrits sur la Tour Eiffel. Parmi ces 72, Fizeau était l'un des deux seuls encore en vie lorsque Gustave Eiffel a planté le drapeau tricolore au sommet de la tour le 31 mars 1889 (l'autre étant Michel-Eugène Chevreul).
Une unité mixte de recherche de l'Observatoire de la Côte d'Azur porte son nom. Elle regroupe le personnel de l'ancien Laboratoire Universitaire d'Astrophysique de Nice (LUAN) ainsi qu'une partie de celui de l'Observatoire de la Côte d'Azur (OCA). Un bâtiment de l'Université de Nice Sophia-Antipolis a été renommé à cette occasion.
En 1970, l'Union astronomique internationale a donné le nom de Fizeau à un cratère lunaire. L'astéroïde (69870) Fizeau porte également son nom.
Une rue porte son nom à Paris, ainsi qu'à Suresnes, où une exposition lui est consacrée en octobre 2019 dans la médiathèque municipale, en partenariat avec le musée d'histoire urbaine et la Société historique de Suresnes.